# Nemčavci
Nemčavci (mađarski: Lendvanemesd) je naselje u slovenskoj Općini Murska Sobota. Nemčavci se nalazi u pokrajini Prekomurju i statističkoj regiji Pomurju. 

## Stanovništvo
Prema popisu stanovništva iz 2002. godine naselje je imalo 267 stanovnika.